# Železniční trať Divača–Pula
Železniční trať Divača–Pula (chorvatsky Željeznička pruga Divača–Pula, slovinsky Železniška proga Divača–Pulj) se nachází na poloostrově Istrie mezi Slovinskem a Chorvatskem. Jednokolejná neelektrizovaná trať je dlouhá 122,2 km.

## Trasa
Trať je vedena severo-jižním směrem z města Divača ve Slovinsku až do chorvatského přístavu Pula. Paradoxně není napojena na zbytek chorvatské železniční sítě. Je vedena vnitrozemím istrijského poloostrova, přes města Pazin a Vodnjan. Překonává rozdíl nadmořské výšky okolo 450 m z Divače až po téměř nulovou nadmořskou výšku v Pule. Část údolí prochází údolím řeky Pazinčica. Trať obchází větší města na západním pobřeží istrijského poloostrova, kterou obsluhovala úzkorozchodná železnice s názvem Parenzana.

## Historie
V roce 1866 bylo rozhodnuto o výstavbě trati na istrijském poloostrově. Stavební práce byly zahájeny v roce 1873. Důvodem stavby trati byl rozvoj Rakouského přímoří a přístavního města Puly, kde vznikaly loděnice a nové průmyslové podniky. Kromě samotné trati do Puly byla zbudována i trať Kanfanar–Rovinj v délce 21 km. Proto je často označována obecně jako součást Istrijské železnice (chorvatsky Istarske pruge). Trať byla slavnostně dokončena v roce 1876.
V roce 1991 v souvislosti s rozpadem Jugoslávie byla trať rozdělena na dva úseky, severní dnes provozuje SŽ-Infrastruktura a jižní HŽ Infrastruktura. Státní hranice prochází jižně od stanice Rakitovec. V dobách existence socialistické Jugoslávie byla celá trať pod správou železničního ředitelství v Lublani.

## Stanice
- Divača
- Rodik
- Hrpelje-Kozina
- Prešnica
- Podgorje
- Rakitovec
- státní hranice Slovinsko–Chorvatsko
- Buzet
- Nugla
- Roč
- Ročko Polje
- Lupoglav
- Hum u Istri
- Borut
- Cerovlje
- Novaki
- Pazin
- Heki
- Sveti Petar u Šumi
- Krajcar Brijeg
- Kanfanar
- Smoljanci
- Krajnići
- Čabrunići
- Vodnjan
- Galižana
- Šijana
- Pula

## Fotogalerie

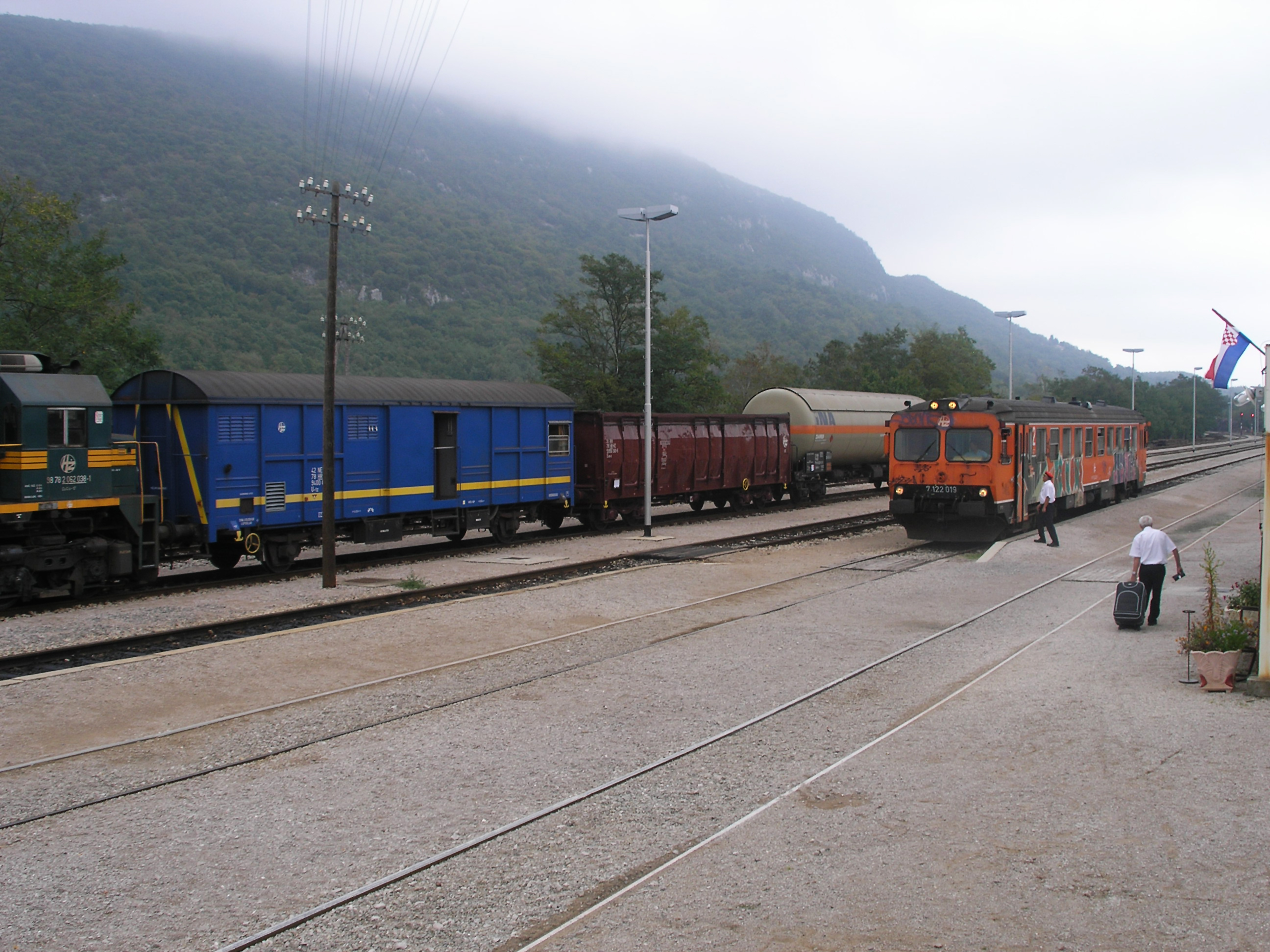
Lupoglav
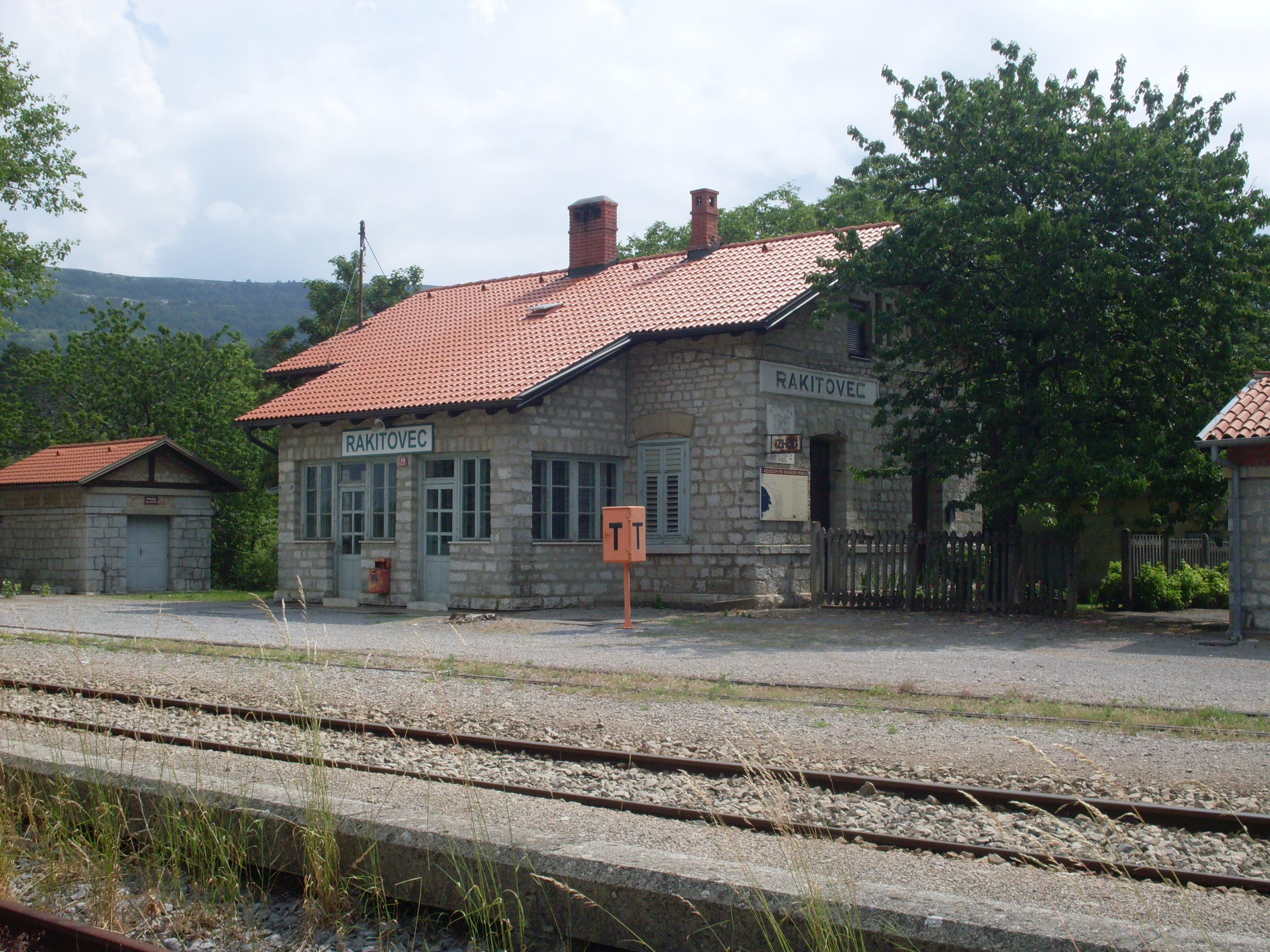
Rakitovec
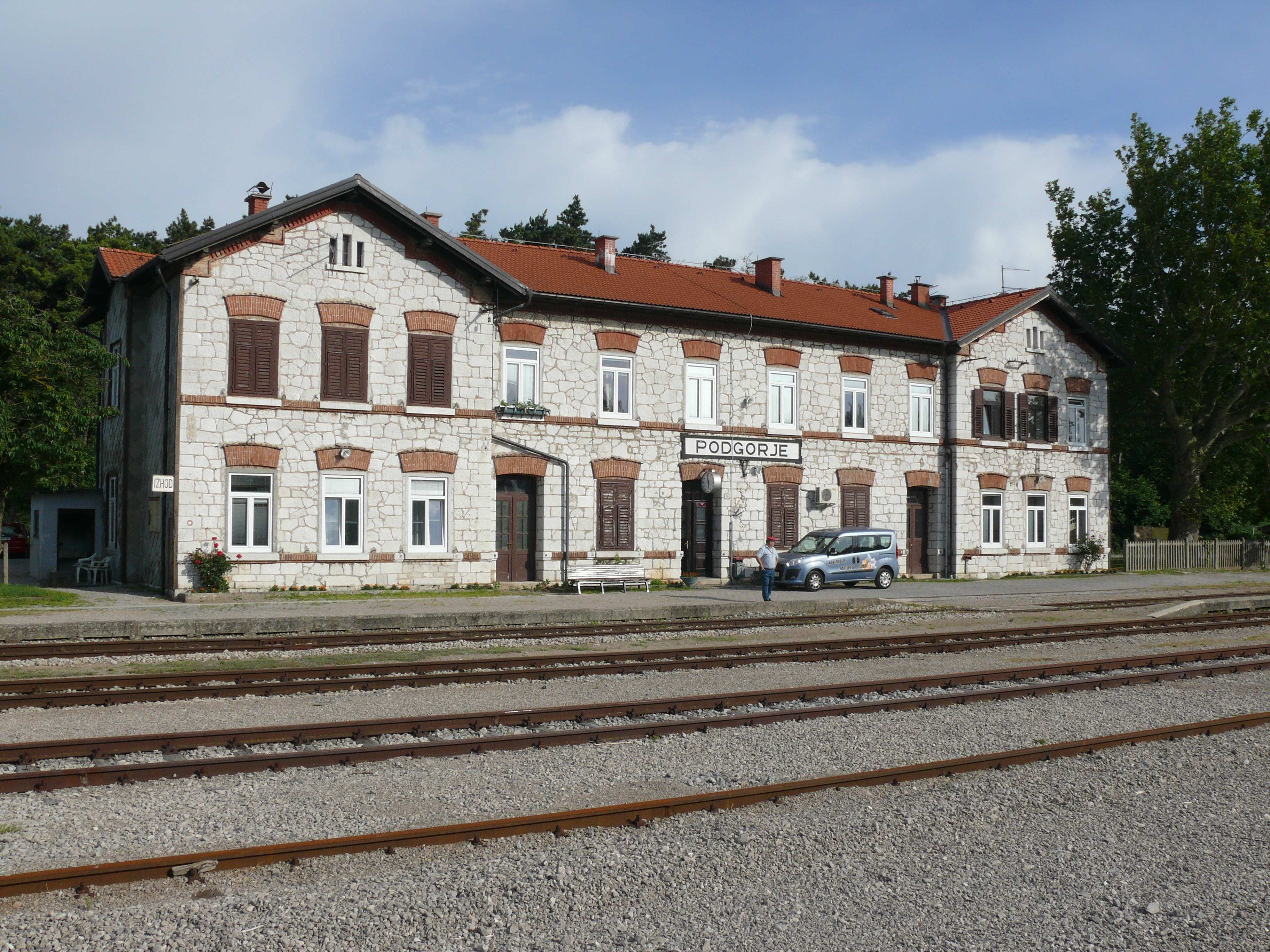
Podgorje
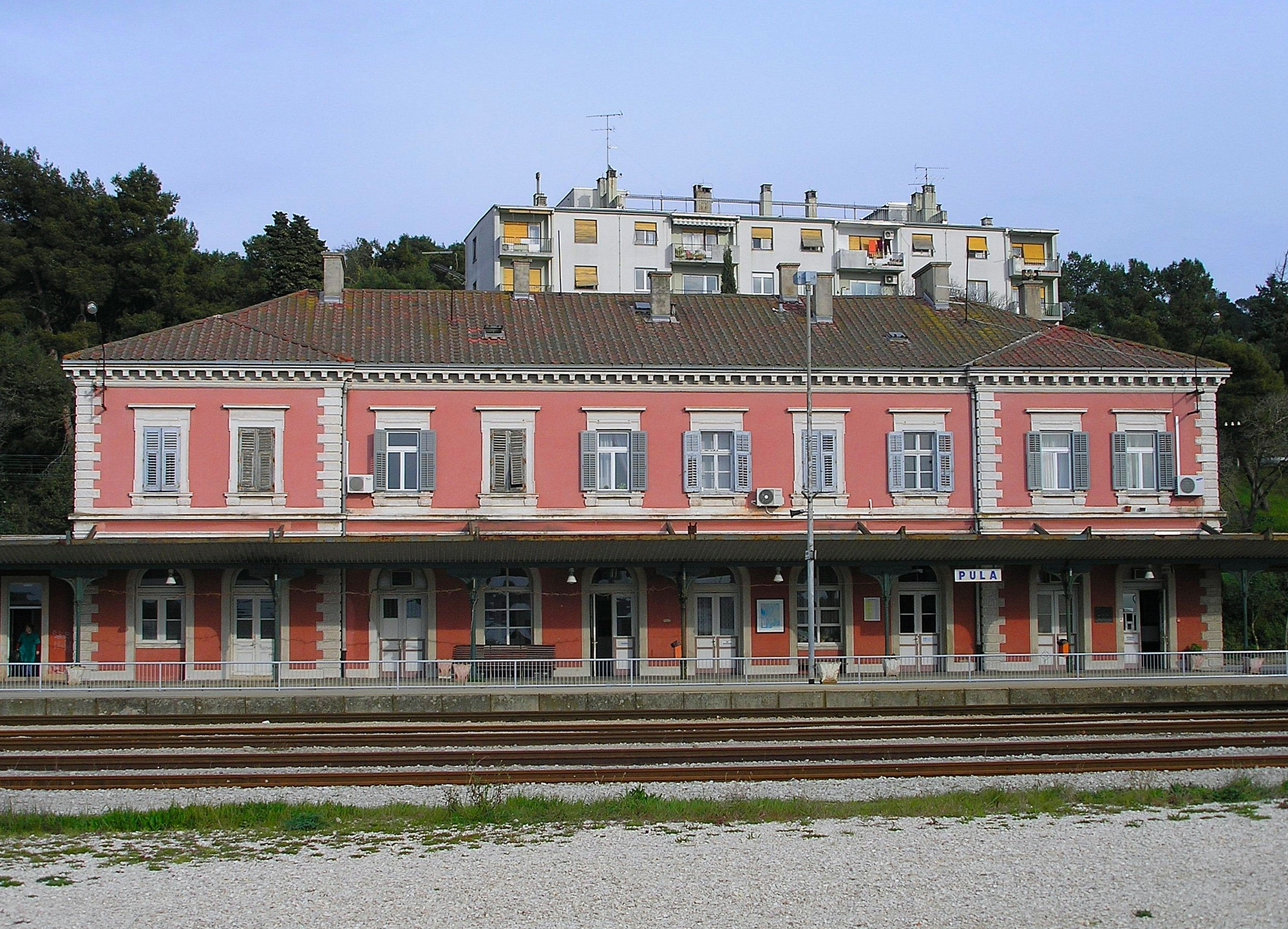
Pula
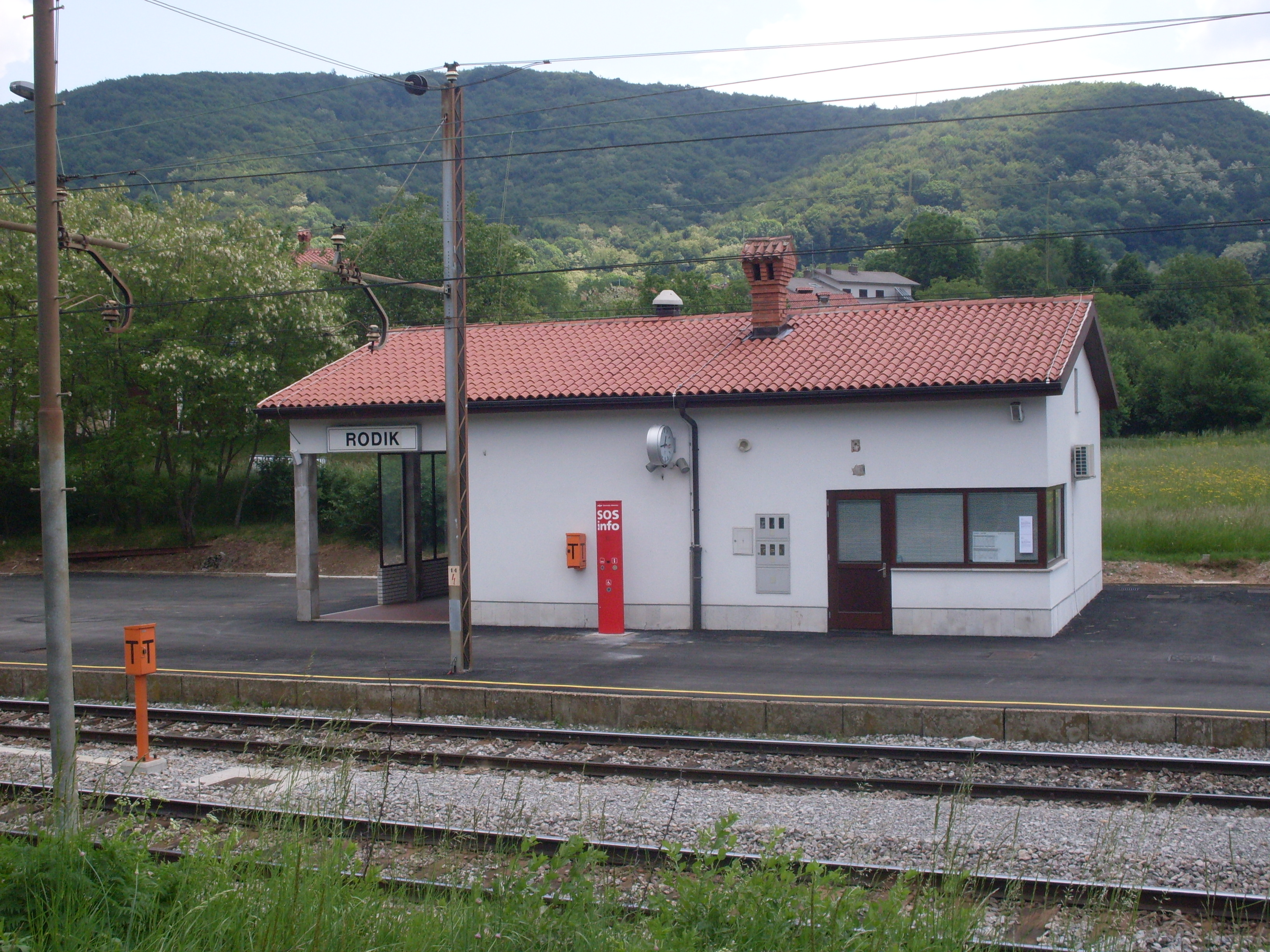
Rodik